# Flandern Rundt 2025
Flandern Rundt 2025 er den 109. udgave af det belgiske monument Flandern Rundt. Det 268,9 km lange linjeløb med 2.011 højdemeter bliver kørt den 6. april 2025 med start i Brugge og mål i Oudenaarde, Donkvijver. Løbet er en del af UCI World Tour 2025.

## Resultat
| \| Samlede stilling \| Samlede stilling \| Samlede stilling \| Samlede stilling \| Samlede stilling \| \| Rytter \| Rytter \| Hold \| Tid \| \| \| ---------------- \| ---------------------- \| -------------------------- \| ---------------- \| ---------------- \| \| 1. \| Tadej Pogačar \| UAE Team Emirates XRG \| 5t 58' 41" \| \| \| 2. \| Mads Pedersen \| Lidl-Trek \| + 1' 01" \| \| \| 3. \| Mathieu van der Poel \| Alpecin-Deceuninck \| + 1' 01" \| \| \| 4. \| Wout van Aert \| Team Visma \\| Lease a Bike \| + 1' 01" \| \| \| 5. \| Jasper Stuyven \| Lidl-Trek \| + 1' 04" \| \| \| 6. \| Tiesj Benoot \| Team Visma \\| Lease a Bike \| + 1' 53" \| \| \| 7. \| Stefan Küng \| Groupama-FDJ \| + 1' 53" \| \| \| 8. \| Filippo Ganna \| Ineos Grenadiers \| + 2' 19" \| \| \| 9. \| Iván García Cortina \| Movistar Team \| + 2' 19" \| \| \| 10. \| Davide Ballerini \| XDS Astana Team \| + 2' 19" \| \| \| 11. \| Laurence Pithie \| Red Bull-Bora-Hansgrohe \| + 2' 19" \| \| \| 12. \| Mike Teunissen \| XDS Astana Team \| + 2' 19" \| \| \| 13. \| Michael Matthews \| Team Jayco AlUla \| + 2' 19" \| \| \| 14. \| Markus Hoelgaard \| Uno-X Mobility \| + 2' 19" \| \| \| 15. \| Gianni Vermeersch \| Alpecin-Deceuninck \| + 2' 19" \| \| \| 16. \| Aurélien Paret-Peintre \| Decathlon-AG2R La Mondiale \| + 2' 19" \| \| \| 17. \| Valentin Madouas \| Groupama-FDJ \| + 2' 19" \| \| \| 18. \| Timo Kielich \| Alpecin-Deceuninck \| + 2' 19" \| \| \| 19. \| Stefan Bissegger \| Decathlon-AG2R La Mondiale \| + 2' 19" \| \| \| 20. \| Magnus Sheffield \| Ineos Grenadiers \| + 2' 19" \| \| |                        |                            |            |
| |                        |                            |            |
| Kilde: ProCyclingStats |                        |                            |            |
| Samlede stilling |                        |                            |            |
| Rytter | Rytter                 | Hold                       | Tid        |
| 1. | Tadej Pogačar          | UAE Team Emirates XRG      | 5t 58' 41" |
| 2. | Mads Pedersen          | Lidl-Trek                  | + 1' 01"   |
| 3. | Mathieu van der Poel   | Alpecin-Deceuninck         | + 1' 01"   |
| 4. | Wout van Aert          | Team Visma \| Lease a Bike | + 1' 01"   |
| 5. | Jasper Stuyven         | Lidl-Trek                  | + 1' 04"   |
| 6. | Tiesj Benoot           | Team Visma \| Lease a Bike | + 1' 53"   |
| 7. | Stefan Küng            | Groupama-FDJ               | + 1' 53"   |
| 8. | Filippo Ganna          | Ineos Grenadiers           | + 2' 19"   |
| 9. | Iván García Cortina    | Movistar Team              | + 2' 19"   |
| 10. | Davide Ballerini       | XDS Astana Team            | + 2' 19"   |
| 11. | Laurence Pithie        | Red Bull-Bora-Hansgrohe    | + 2' 19"   |
| 12. | Mike Teunissen         | XDS Astana Team            | + 2' 19"   |
| 13. | Michael Matthews       | Team Jayco AlUla           | + 2' 19"   |
| 14. | Markus Hoelgaard       | Uno-X Mobility             | + 2' 19"   |
| 15. | Gianni Vermeersch      | Alpecin-Deceuninck         | + 2' 19"   |
| 16. | Aurélien Paret-Peintre | Decathlon-AG2R La Mondiale | + 2' 19"   |
| 17. | Valentin Madouas       | Groupama-FDJ               | + 2' 19"   |
| 18. | Timo Kielich           | Alpecin-Deceuninck         | + 2' 19"   |
| 19. | Stefan Bissegger       | Decathlon-AG2R La Mondiale | + 2' 19"   |
| 20. | Magnus Sheffield       | Ineos Grenadiers           | + 2' 19"   |

## Hold og ryttere
| UCI WorldTeams (18)- Alpecin-Deceuninck - XDS Astana Team - Groupama-FDJ - Lidl-Trek - Cofidis - Intermarché-Wanty - Team Visma \| Lease a Bike - Arkéa-B&B Hotels - Red Bull-BORA-hansgrohe - Decathlon AG2R La Mondiale Team - UAE Team Emirates XRG - EF Education-EasyPost - Bahrain-Victorious - Team Jayco AlUla - Team Picnic-PostNL - Movistar Team - Soudal Quick-Step - Ineos Grenadiers UCI ProTeams (7)- Israel-Premier Tech - Lotto - Team Flanders-Baloise - Wagner Bazin WB - Uno-X Mobility - Q36.5 Pro Cycling Team - Tudor Pro Cycling Team |
| |

### Startliste
| Alpecin-Deceuninck ADC                                | Alpecin-Deceuninck ADC     | Alpecin-Deceuninck ADC |
| ----------------------------------------------------- | -------------------------- | ---------------------- |
| Nr.                                                   | Rytter                     | Placering              |
| 1                                                     | Mathieu van der Poel (NED) | 3.                     |
| 2                                                     | Gianni Vermeersch (BEL)    | 15.                    |
| 3                                                     | Quinten Hermans (BEL)      | DNF                    |
| 4                                                     | Xandro Meurisse (BEL)      | DNF                    |
| 5                                                     | Timo Kielich (BEL)         | 18.                    |
| 6                                                     | Silvan Dillier (SUI)       | DNF                    |
| 7                                                     | Edward Planckaert (BEL)    | DNF                    |
| Sportsdirektør: Christoph Roodhooft, Frederik Willems |                            |                        |

| UAE Team Emirates XRG UAD                    | UAE Team Emirates XRG UAD         | UAE Team Emirates XRG UAD |
| -------------------------------------------- | --------------------------------- | ------------------------- |
| Nr.                                          | Rytter                            | Placering                 |
| 11                                           | Tadej Pogačar (SLO) (landevej)    | 1.                        |
| 12                                           | Florian Vermeersch (BEL)          | 43.                       |
| 13                                           | Tim Wellens (BEL)                 | DNF                       |
| 14                                           | Jhonatan Narváez (ECU) (landevej) | DNF                       |
| 15                                           | Nils Politt (GER)                 | 66.                       |
| 16                                           | António Morgado (POR)             | 90.                       |
| 17                                           | Mikkel Bjerg (DEN)                | DNF                       |
| Sportsdirektør: Fabio Baldato, Marco Marcato |                                   |                           |

| Team Visma \| Lease a Bike TVL                    | Team Visma \| Lease a Bike TVL | Team Visma \| Lease a Bike TVL |
| ------------------------------------------------- | ------------------------------ | ------------------------------ |
| Nr.                                               | Rytter                         | Placering                      |
| 21                                                | Wout van Aert (BEL)            | 4.                             |
| 22                                                | Tiesj Benoot (BEL)             | 6.                             |
| 23                                                | Per Strand Hagenes (NOR)       | 53.                            |
| 24                                                | Matteo Jorgenson (USA)         | 47.                            |
| 25                                                | Edoardo Affini (ITA)           | DNF                            |
| 26                                                | Dylan van Baarle (NED)         | 46.                            |
| 27                                                | Tosh Van der Sande (BEL)       | DNF                            |
| Sportsdirektør: Richard Plugge, Arthur Van Dongen |                                |                                |

| Soudal Quick-Step SOQ                   | Soudal Quick-Step SOQ    | Soudal Quick-Step SOQ |
| --------------------------------------- | ------------------------ | --------------------- |
| Nr.                                     | Rytter                   | Placering             |
| 31                                      | Yves Lampaert (BEL)      | 38.                   |
| 32                                      | Paul Magnier (FRA)       | 62.                   |
| 33                                      | Pascal Eenkhoorn (NED)   | 84.                   |
| 34                                      | Luke Lamperti (USA)      | DNF                   |
| 35                                      | Casper Pedersen (DEN)    | 79.                   |
| 36                                      | Pepijn Reinderink (NED)  | 78.                   |
| 37                                      | Bert Van Lerberghe (BEL) | DNF                   |
| Sportsdirektør: Iljo Keisse, Tom Steels |                          |                       |

| Lidl-Trek LTK                                  | Lidl-Trek LTK        | Lidl-Trek LTK |
| ---------------------------------------------- | -------------------- | ------------- |
| Nr.                                            | Rytter               | Placering     |
| 41                                             | Mads Pedersen (DEN)  | 2.            |
| 42                                             | Jasper Stuyven (BEL) | 5.            |
| 43                                             | Edward Theuns (BEL)  | DNF           |
| 44                                             | Tim Declercq (BEL)   | DNF           |
| 45                                             | Toms Skujiņš (LAT)   | 37.           |
| 46                                             | Daan Hoole (NED)     | 83.           |
| 47                                             | Mathias Vacek (CZE)  | 80.           |
| Sportsdirektør: Steven de Jongh, Michael Schär |                      |               |

| Intermarché-Wanty IWA                              | Intermarché-Wanty IWA           | Intermarché-Wanty IWA |
| -------------------------------------------------- | ------------------------------- | --------------------- |
| Nr.                                                | Rytter                          | Placering             |
| 51                                                 | Biniam Girmay (ERI)             | 35.                   |
| 52                                                 | Gijs Van Hoecke (BEL)           | DNF                   |
| 53                                                 | Vito Braet (BEL)                | 48.                   |
| 54                                                 | Adrien Petit (FRA)              | DNF                   |
| 55                                                 | Laurenz Rex (BEL)               | 26.                   |
| 56                                                 | Jonas Rutsch (GER)              | 33.                   |
| 57                                                 | Roel van Sintmaartensdijk (NED) | DNF                   |
| Sportsdirektør: Pieter Vanspeybrouck, Aike Visbeek |                                 |                       |

| EF Education-EasyPost EFE                    | EF Education-EasyPost EFE | EF Education-EasyPost EFE |
| -------------------------------------------- | ------------------------- | ------------------------- |
| Nr.                                          | Rytter                    | Placering                 |
| 61                                           | Colby Simmons (USA)       | 94.                       |
| 62                                           | Harry Sweeny (AUS)        | DNF                       |
| 63                                           | Owain Doull (GBR)         | 30.                       |
| 64                                           | Mikkel Honoré (DEN)       | 44.                       |
| 65                                           | Marijn van den Berg (NED) | DNS                       |
| 66                                           | Neilson Powless (USA)     | 42.                       |
| 67                                           | Max Walker (GBR)          | DNF                       |
| Sportsdirektør: Andreas Klier, Ken Vanmarcke |                           |                           |

| Groupama-FDJ GFC                               | Groupama-FDJ GFC        | Groupama-FDJ GFC |
| ---------------------------------------------- | ----------------------- | ---------------- |
| Nr.                                            | Rytter                  | Placering        |
| 71                                             | Lewis Askey (GBR)       | 113.             |
| 72                                             | Sven Erik Bystrøm (NOR) | 89.              |
| 73                                             | Eddy Le Huitouze (FRA)  | DNF              |
| 74                                             | Stefan Küng (SUI)       | 7.               |
| 75                                             | Olivier Le Gac (FRA)    | 102.             |
| 76                                             | Valentin Madouas (FRA)  | 17.              |
| 77                                             | Clément Russo (FRA)     | 49.              |
| Sportsdirektør: Frédéric Guesdon, Julien Pinot |                         |                  |

| Bahrain Victorious TBV                        | Bahrain Victorious TBV  | Bahrain Victorious TBV |
| --------------------------------------------- | ----------------------- | ---------------------- |
| Nr.                                           | Rytter                  | Placering              |
| 81                                            | Matej Mohorič (SLO)     | 21.                    |
| 82                                            | Vlad Van Mechelen (BEL) | 54.                    |
| 83                                            | Kamil Gradek (POL)      | 99.                    |
| 84                                            | Phil Bauhaus (GER)      | 103.                   |
| 85                                            | Andrea Pasqualon (ITA)  | 76.                    |
| 86                                            | Roman Ermakov (RUS)     | DNF                    |
| 87                                            | Fred Wright (GBR)       | 23.                    |
| Sportsdirektør: Michał Gołaś, Aart Vierhouten |                         |                        |

| Cofidis COF                                       | Cofidis COF          | Cofidis COF |
| ------------------------------------------------- | -------------------- | ----------- |
| Nr.                                               | Rytter               | Placering   |
| 91                                                | Dylan Teuns (BEL)    | 41.         |
| 92                                                | Aimé De Gendt (BEL)  | 28.         |
| 93                                                | Nolann Mahoudo (FRA) | DNF         |
| 94                                                | Alexis Renard (FRA)  | 71.         |
| 95                                                | Ludovic Robeet (BEL) | DNF         |
| 96                                                | Piet Allegaert (BEL) | DNF         |
| 97                                                | Damien Touzé (FRA)   | 60.         |
| Sportsdirektør: Roberto Damiani, Thierry Marichal |                      |             |

| Team Jayco AlUla JAY                           | Team Jayco AlUla JAY   | Team Jayco AlUla JAY |
| ---------------------------------------------- | ---------------------- | -------------------- |
| Nr.                                            | Rytter                 | Placering            |
| 101                                            | Michael Matthews (AUS) | 13.                  |
| 102                                            | Kelland O'Brien (AUS)  | 77.                  |
| 103                                            | Robert Donaldson (GBR) | 75.                  |
| 104                                            | Jelte Krijnsen (NED)   | 63.                  |
| 105                                            | Elmar Reinders (NED)   | 104.                 |
| 106                                            | Jasha Sütterlin (GER)  | DNF                  |
| 107                                            | Max Walscheid (GER)    | 61.                  |
| Sportsdirektør: Tristan Hoffman, Mathew Hayman |                        |                      |

| Red Bull-Bora-Hansgrohe RBH                      | Red Bull-Bora-Hansgrohe RBH | Red Bull-Bora-Hansgrohe RBH |
| ------------------------------------------------ | --------------------------- | --------------------------- |
| Nr.                                              | Rytter                      | Placering                   |
| 111                                              | Laurence Pithie (NZL)       | 11.                         |
| 112                                              | Filip Maciejuk (POL)        | DNF                         |
| 113                                              | Oier Lazkano (ESP)          | DNF                         |
| 114                                              | Ryan Mullen (IRL)           | DNF                         |
| 115                                              | Danny van Poppel (NED)      | 88.                         |
| 116                                              | Mick van Dijke (NED)        | 29.                         |
| 117                                              | Tim van Dijke (NED)         | 52.                         |
| Sportsdirektør: Heinrich Haussler, Roger Hammond |                             |                             |

| Arkéa-B&B Hotels ARK                              | Arkéa-B&B Hotels ARK  | Arkéa-B&B Hotels ARK |
| ------------------------------------------------- | --------------------- | -------------------- |
| Nr.                                               | Rytter                | Placering            |
| 121                                               | Arnaud Démare (FRA)   | 58.                  |
| 122                                               | Amaury Capiot (BEL)   | DNF                  |
| 123                                               | Giosuè Epis (ITA)     | 92.                  |
| 124                                               | Léandre Lozouet (FRA) | 105.                 |
| 125                                               | Luca Mozzato (ITA)    | 111.                 |
| 126                                               | Miles Scotson (AUS)   | DNF                  |
| 127                                               | Pierre Thierry (FRA)  | DNF                  |
| Sportsdirektør: Sébastien Hinault, Mickael Leveau |                       |                      |

| Decathlon-AG2R La Mondiale DAT           | Decathlon-AG2R La Mondiale DAT           | Decathlon-AG2R La Mondiale DAT |
| ---------------------------------------- | ---------------------------------------- | ------------------------------ |
| Nr.                                      | Rytter                                   | Placering                      |
| 131                                      | Stefan Bissegger (SUI)                   | 19.                            |
| 132                                      | Dries De Bondt (BEL)                     | DNF                            |
| 133                                      | Sander De Pestel (BEL)                   | DNF                            |
| 134                                      | Pierre Gautherat (FRA)                   | DNF                            |
| 135                                      | Rasmus Søjberg Pedersen (DEN) (landevej) | 64.                            |
| 136                                      | Oscar Chamberlain (AUS)                  | 57.                            |
| 137                                      | Aurélien Paret-Peintre (FRA)             | 16.                            |
| Sportsdirektør: Julien Jurdie, Luke Rowe |                                          |                                |

| XDS Astana Team XAT                             | XDS Astana Team XAT     | XDS Astana Team XAT |
| ----------------------------------------------- | ----------------------- | ------------------- |
| Nr.                                             | Rytter                  | Placering           |
| 141                                             | Davide Ballerini (ITA)  | 10.                 |
| 142                                             | Cees Bol (NED)          | 31.                 |
| 143                                             | Jevgenij Fedorov (KAZ)  | 27.                 |
| 144                                             | Michele Gazzoli (ITA)   | 72.                 |
| 145                                             | Alessandro Romele (ITA) | DNF                 |
| 146                                             | Mike Teunissen (NED)    | 12.                 |
| 147                                             | Davide Toneatti (ITA)   | 68.                 |
| Sportsdirektør: Laurenzo Lapage, Stefano Zanini |                         |                     |

| Ineos Grenadiers IGD                            | Ineos Grenadiers IGD   | Ineos Grenadiers IGD |
| ----------------------------------------------- | ---------------------- | -------------------- |
| Nr.                                             | Rytter                 | Placering            |
| 151                                             | Filippo Ganna (ITA)    | 8.                   |
| 152                                             | Bob Jungels (LUX)      | 109.                 |
| 153                                             | Ben Turner (GBR)       | 59.                  |
| 154                                             | Magnus Sheffield (USA) | 20.                  |
| 155                                             | Connor Swift (GBR)     | 101.                 |
| 156                                             | Samuel Watson (GBR)    | 81.                  |
| 157                                             | Ben Swift (GBR)        | 108.                 |
| Sportsdirektør: Kurt-Asle Arvesen, Ian Stannard |                        |                      |

| Movistar Team MOV                | Movistar Team MOV         | Movistar Team MOV |
| -------------------------------- | ------------------------- | ----------------- |
| Nr.                              | Rytter                    | Placering         |
| 161                              | Iván García Cortina (ESP) | 9.                |
| 162                              | Carlos Canal (ESP)        | 51.               |
| 163                              | Orluis Aular (VEN)        | 36.               |
| 164                              | Manlio Moro (ITA)         | 110.              |
| 165                              | Mathias Norsgaard (DEN)   | 85.               |
| 166                              | Gonzalo Serrano (ESP)     | 106.              |
| 167                              | Albert Torres (ESP)       | DNF               |
| Sportsdirektør: Jürgen Roelandts |                           |                   |

| Team Picnic-PostNL TPP       | Team Picnic-PostNL TPP    | Team Picnic-PostNL TPP |
| ---------------------------- | ------------------------- | ---------------------- |
| Nr.                          | Rytter                    | Placering              |
| 171                          | John Degenkolb (GER)      | DNF                    |
| 172                          | Patrick Eddy (AUS)        | 91.                    |
| 173                          | Alexander Edmondson (AUS) | DNF                    |
| 174                          | Sean Flynn (GBR)          | 74.                    |
| 175                          | Enzo Leijnse (NED)        | DNF                    |
| 176                          | Tim Naberman (NED)        | DNF                    |
| 177                          | Timo Roosen (NED)         | DNF                    |
| Sportsdirektør: Pim Ligthart |                           |                        |

| Q36.5 Pro Cycling Team Q36                | Q36.5 Pro Cycling Team Q36     | Q36.5 Pro Cycling Team Q36 |
| ----------------------------------------- | ------------------------------ | -------------------------- |
| Nr.                                       | Rytter                         | Placering                  |
| 181                                       | Giacomo Nizzolo (ITA)          | 56.                        |
| 182                                       | David González López (ESP)     | 98.                        |
| 183                                       | Emīls Liepiņš (LAT) (landevej) | DNF                        |
| 184                                       | Fabio Christen (SUI)           | 65.                        |
| 185                                       | Jannik Steimle (GER)           | 96.                        |
| 186                                       | Rory Townsend (IRL)            | 82.                        |
| 187                                       | Nicolò Parisini (ITA)          | DNF                        |
| Sportsdirektør: Kurt Bogaerts, Jens Zemke |                                |                            |

| Lotto LOT                                   | Lotto LOT                 | Lotto LOT |
| ------------------------------------------- | ------------------------- | --------- |
| Nr.                                         | Rytter                    | Placering |
| 191                                         | Lennert Van Eetvelt (BEL) | DNF       |
| 192                                         | Joshua Giddings (GBR)     | DNF       |
| 193                                         | Brent Van Moer (BEL)      | 39.       |
| 194                                         | Jenno Berckmoes (BEL)     | DNF       |
| 195                                         | Sébastien Grignard (BEL)  | 70.       |
| 196                                         | Arjen Livyns (BEL)        | 34.       |
| 197                                         | Alec Segaert (BEL)        | 32.       |
| Sportsdirektør: Tony Gallopin, Nikolas Maes |                           |           |

| Israel-Premier Tech IPT                               | Israel-Premier Tech IPT | Israel-Premier Tech IPT |
| ----------------------------------------------------- | ----------------------- | ----------------------- |
| Nr.                                                   | Rytter                  | Placering               |
| 201                                                   | Joseph Blackmore (GBR)  | 40.                     |
| 202                                                   | Riley Pickrell (CAN)    | DNF                     |
| 203                                                   | Corbin Strong (NZL)     | 50.                     |
| 204                                                   | Guillaume Boivin (CAN)  | DNF                     |
| 205                                                   | Riley Sheehan (USA)     | 112.                    |
| 206                                                   | Jake Stewart (GBR)      | 107.                    |
| 207                                                   | Tom Van Asbroeck (BEL)  | DNF                     |
| Sportsdirektør: Steve Bauer, Jonathan Patrick McCarty |                         |                         |

| Tudor Pro Cycling Team TUD                       | Tudor Pro Cycling Team TUD | Tudor Pro Cycling Team TUD |
| ------------------------------------------------ | -------------------------- | -------------------------- |
| Nr.                                              | Rytter                     | Placering                  |
| 211                                              | Matteo Trentin (ITA)       | 22.                        |
| 212                                              | Rick Pluimers (NED)        | 24.                        |
| 213                                              | Marco Haller (AUT)         | 45.                        |
| 214                                              | Alexander Krieger (GER)    | DNF                        |
| 215                                              | Fabian Lienhard (SUI)      | 73.                        |
| 216                                              | Marius Mayrhofer (GER)     | DNF                        |
| 217                                              | Arthur Kluckers (LUX)      | 100.                       |
| Sportsdirektør: Morgan Lamoisson, Marcel Sieberg |                            |                            |

| Team Flanders-Baloise TFB                                       | Team Flanders-Baloise TFB | Team Flanders-Baloise TFB |
| --------------------------------------------------------------- | ------------------------- | ------------------------- |
| Nr.                                                             | Rytter                    | Placering                 |
| 221                                                             | Vincent Van Hemelen (BEL) | 69.                       |
| 222                                                             | Alex Colman (BEL)         | 95.                       |
| 223                                                             | Brem Deman (BEL)          | 97.                       |
| 224                                                             | Jules Hesters (BEL)       | DNF                       |
| 225                                                             | Victor Vercouillie (BEL)  | DNF                       |
| 226                                                             | Dylan Vandenstorme (BEL)  | DNF                       |
| 227                                                             | Ward Vanhoof (BEL)        | DNF                       |
| Sportsdirektør: Hans De Clercq, Andy Missotten, Kenny De Ketele |                           |                           |

| Uno-X Mobility UXM                                | Uno-X Mobility UXM                | Uno-X Mobility UXM |
| ------------------------------------------------- | --------------------------------- | ------------------ |
| Nr.                                               | Rytter                            | Placering          |
| 231                                               | Alexander Kristoff (NOR)          | 55.                |
| 232                                               | Markus Hoelgaard (NOR) (landevej) | 14.                |
| 233                                               | William Blume Levy (DEN)          | 87.                |
| 234                                               | Anders Skaarseth (NOR)            | DNF                |
| 235                                               | Rasmus Tiller (NOR)               | 25.                |
| 236                                               | Erik Nordsæter Resell (NOR)       | DNF                |
| 237                                               | Jonas Abrahamsen (NOR)            | 67.                |
| Sportsdirektør: Gino Van Oudenhove, Gabriel Rasch |                                   |                    |

| Wagner Bazin WB WB2                                            | Wagner Bazin WB WB2     | Wagner Bazin WB WB2 |
| -------------------------------------------------------------- | ----------------------- | ------------------- |
| Nr.                                                            | Rytter                  | Placering           |
| 241                                                            | Quentin Bezza (FRA)     | DNF                 |
| 242                                                            | Ceriel Desal (BEL)      | DNF                 |
| 243                                                            | Michiel Lambrecht (BEL) | 93.                 |
| 244                                                            | Jens Reynders (BEL)     | DNF                 |
| 245                                                            | Floris De Tier (BEL)    | 86.                 |
| 246                                                            | Jelle Vermoote (BEL)    | DNF                 |
| 247                                                            | Loïc Vliegen (BEL)      | DNF                 |
| Sportsdirektør: Christophe Detilloux, Jean-Denis Vandenbroucke |                         |                     |

| Alpecin-Deceuninck ADC                                | Alpecin-Deceuninck ADC     | Alpecin-Deceuninck ADC |
| ----------------------------------------------------- | -------------------------- | ---------------------- |
| Nr.                                                   | Rytter                     | Placering              |
| 1                                                     | Mathieu van der Poel (NED) | 3.                     |
| 2                                                     | Gianni Vermeersch (BEL)    | 15.                    |
| 3                                                     | Quinten Hermans (BEL)      | DNF                    |
| 4                                                     | Xandro Meurisse (BEL)      | DNF                    |
| 5                                                     | Timo Kielich (BEL)         | 18.                    |
| 6                                                     | Silvan Dillier (SUI)       | DNF                    |
| 7                                                     | Edward Planckaert (BEL)    | DNF                    |
| Sportsdirektør: Christoph Roodhooft, Frederik Willems |                            |                        |

| UAE Team Emirates XRG UAD                    | UAE Team Emirates XRG UAD         | UAE Team Emirates XRG UAD |
| -------------------------------------------- | --------------------------------- | ------------------------- |
| Nr.                                          | Rytter                            | Placering                 |
| 11                                           | Tadej Pogačar (SLO) (landevej)    | 1.                        |
| 12                                           | Florian Vermeersch (BEL)          | 43.                       |
| 13                                           | Tim Wellens (BEL)                 | DNF                       |
| 14                                           | Jhonatan Narváez (ECU) (landevej) | DNF                       |
| 15                                           | Nils Politt (GER)                 | 66.                       |
| 16                                           | António Morgado (POR)             | 90.                       |
| 17                                           | Mikkel Bjerg (DEN)                | DNF                       |
| Sportsdirektør: Fabio Baldato, Marco Marcato |                                   |                           |

| Team Visma \| Lease a Bike TVL                    | Team Visma \| Lease a Bike TVL | Team Visma \| Lease a Bike TVL |
| ------------------------------------------------- | ------------------------------ | ------------------------------ |
| Nr.                                               | Rytter                         | Placering                      |
| 21                                                | Wout van Aert (BEL)            | 4.                             |
| 22                                                | Tiesj Benoot (BEL)             | 6.                             |
| 23                                                | Per Strand Hagenes (NOR)       | 53.                            |
| 24                                                | Matteo Jorgenson (USA)         | 47.                            |
| 25                                                | Edoardo Affini (ITA)           | DNF                            |
| 26                                                | Dylan van Baarle (NED)         | 46.                            |
| 27                                                | Tosh Van der Sande (BEL)       | DNF                            |
| Sportsdirektør: Richard Plugge, Arthur Van Dongen |                                |                                |

| Soudal Quick-Step SOQ                   | Soudal Quick-Step SOQ    | Soudal Quick-Step SOQ |
| --------------------------------------- | ------------------------ | --------------------- |
| Nr.                                     | Rytter                   | Placering             |
| 31                                      | Yves Lampaert (BEL)      | 38.                   |
| 32                                      | Paul Magnier (FRA)       | 62.                   |
| 33                                      | Pascal Eenkhoorn (NED)   | 84.                   |
| 34                                      | Luke Lamperti (USA)      | DNF                   |
| 35                                      | Casper Pedersen (DEN)    | 79.                   |
| 36                                      | Pepijn Reinderink (NED)  | 78.                   |
| 37                                      | Bert Van Lerberghe (BEL) | DNF                   |
| Sportsdirektør: Iljo Keisse, Tom Steels |                          |                       |

| Lidl-Trek LTK                                  | Lidl-Trek LTK        | Lidl-Trek LTK |
| ---------------------------------------------- | -------------------- | ------------- |
| Nr.                                            | Rytter               | Placering     |
| 41                                             | Mads Pedersen (DEN)  | 2.            |
| 42                                             | Jasper Stuyven (BEL) | 5.            |
| 43                                             | Edward Theuns (BEL)  | DNF           |
| 44                                             | Tim Declercq (BEL)   | DNF           |
| 45                                             | Toms Skujiņš (LAT)   | 37.           |
| 46                                             | Daan Hoole (NED)     | 83.           |
| 47                                             | Mathias Vacek (CZE)  | 80.           |
| Sportsdirektør: Steven de Jongh, Michael Schär |                      |               |

| Intermarché-Wanty IWA                              | Intermarché-Wanty IWA           | Intermarché-Wanty IWA |
| -------------------------------------------------- | ------------------------------- | --------------------- |
| Nr.                                                | Rytter                          | Placering             |
| 51                                                 | Biniam Girmay (ERI)             | 35.                   |
| 52                                                 | Gijs Van Hoecke (BEL)           | DNF                   |
| 53                                                 | Vito Braet (BEL)                | 48.                   |
| 54                                                 | Adrien Petit (FRA)              | DNF                   |
| 55                                                 | Laurenz Rex (BEL)               | 26.                   |
| 56                                                 | Jonas Rutsch (GER)              | 33.                   |
| 57                                                 | Roel van Sintmaartensdijk (NED) | DNF                   |
| Sportsdirektør: Pieter Vanspeybrouck, Aike Visbeek |                                 |                       |

| EF Education-EasyPost EFE                    | EF Education-EasyPost EFE | EF Education-EasyPost EFE |
| -------------------------------------------- | ------------------------- | ------------------------- |
| Nr.                                          | Rytter                    | Placering                 |
| 61                                           | Colby Simmons (USA)       | 94.                       |
| 62                                           | Harry Sweeny (AUS)        | DNF                       |
| 63                                           | Owain Doull (GBR)         | 30.                       |
| 64                                           | Mikkel Honoré (DEN)       | 44.                       |
| 65                                           | Marijn van den Berg (NED) | DNS                       |
| 66                                           | Neilson Powless (USA)     | 42.                       |
| 67                                           | Max Walker (GBR)          | DNF                       |
| Sportsdirektør: Andreas Klier, Ken Vanmarcke |                           |                           |

| Groupama-FDJ GFC                               | Groupama-FDJ GFC        | Groupama-FDJ GFC |
| ---------------------------------------------- | ----------------------- | ---------------- |
| Nr.                                            | Rytter                  | Placering        |
| 71                                             | Lewis Askey (GBR)       | 113.             |
| 72                                             | Sven Erik Bystrøm (NOR) | 89.              |
| 73                                             | Eddy Le Huitouze (FRA)  | DNF              |
| 74                                             | Stefan Küng (SUI)       | 7.               |
| 75                                             | Olivier Le Gac (FRA)    | 102.             |
| 76                                             | Valentin Madouas (FRA)  | 17.              |
| 77                                             | Clément Russo (FRA)     | 49.              |
| Sportsdirektør: Frédéric Guesdon, Julien Pinot |                         |                  |

| Bahrain Victorious TBV                        | Bahrain Victorious TBV  | Bahrain Victorious TBV |
| --------------------------------------------- | ----------------------- | ---------------------- |
| Nr.                                           | Rytter                  | Placering              |
| 81                                            | Matej Mohorič (SLO)     | 21.                    |
| 82                                            | Vlad Van Mechelen (BEL) | 54.                    |
| 83                                            | Kamil Gradek (POL)      | 99.                    |
| 84                                            | Phil Bauhaus (GER)      | 103.                   |
| 85                                            | Andrea Pasqualon (ITA)  | 76.                    |
| 86                                            | Roman Ermakov (RUS)     | DNF                    |
| 87                                            | Fred Wright (GBR)       | 23.                    |
| Sportsdirektør: Michał Gołaś, Aart Vierhouten |                         |                        |

| Cofidis COF                                       | Cofidis COF          | Cofidis COF |
| ------------------------------------------------- | -------------------- | ----------- |
| Nr.                                               | Rytter               | Placering   |
| 91                                                | Dylan Teuns (BEL)    | 41.         |
| 92                                                | Aimé De Gendt (BEL)  | 28.         |
| 93                                                | Nolann Mahoudo (FRA) | DNF         |
| 94                                                | Alexis Renard (FRA)  | 71.         |
| 95                                                | Ludovic Robeet (BEL) | DNF         |
| 96                                                | Piet Allegaert (BEL) | DNF         |
| 97                                                | Damien Touzé (FRA)   | 60.         |
| Sportsdirektør: Roberto Damiani, Thierry Marichal |                      |             |

| Team Jayco AlUla JAY                           | Team Jayco AlUla JAY   | Team Jayco AlUla JAY |
| ---------------------------------------------- | ---------------------- | -------------------- |
| Nr.                                            | Rytter                 | Placering            |
| 101                                            | Michael Matthews (AUS) | 13.                  |
| 102                                            | Kelland O'Brien (AUS)  | 77.                  |
| 103                                            | Robert Donaldson (GBR) | 75.                  |
| 104                                            | Jelte Krijnsen (NED)   | 63.                  |
| 105                                            | Elmar Reinders (NED)   | 104.                 |
| 106                                            | Jasha Sütterlin (GER)  | DNF                  |
| 107                                            | Max Walscheid (GER)    | 61.                  |
| Sportsdirektør: Tristan Hoffman, Mathew Hayman |                        |                      |

| Red Bull-Bora-Hansgrohe RBH                      | Red Bull-Bora-Hansgrohe RBH | Red Bull-Bora-Hansgrohe RBH |
| ------------------------------------------------ | --------------------------- | --------------------------- |
| Nr.                                              | Rytter                      | Placering                   |
| 111                                              | Laurence Pithie (NZL)       | 11.                         |
| 112                                              | Filip Maciejuk (POL)        | DNF                         |
| 113                                              | Oier Lazkano (ESP)          | DNF                         |
| 114                                              | Ryan Mullen (IRL)           | DNF                         |
| 115                                              | Danny van Poppel (NED)      | 88.                         |
| 116                                              | Mick van Dijke (NED)        | 29.                         |
| 117                                              | Tim van Dijke (NED)         | 52.                         |
| Sportsdirektør: Heinrich Haussler, Roger Hammond |                             |                             |

| Arkéa-B&B Hotels ARK                              | Arkéa-B&B Hotels ARK  | Arkéa-B&B Hotels ARK |
| ------------------------------------------------- | --------------------- | -------------------- |
| Nr.                                               | Rytter                | Placering            |
| 121                                               | Arnaud Démare (FRA)   | 58.                  |
| 122                                               | Amaury Capiot (BEL)   | DNF                  |
| 123                                               | Giosuè Epis (ITA)     | 92.                  |
| 124                                               | Léandre Lozouet (FRA) | 105.                 |
| 125                                               | Luca Mozzato (ITA)    | 111.                 |
| 126                                               | Miles Scotson (AUS)   | DNF                  |
| 127                                               | Pierre Thierry (FRA)  | DNF                  |
| Sportsdirektør: Sébastien Hinault, Mickael Leveau |                       |                      |

| Decathlon-AG2R La Mondiale DAT           | Decathlon-AG2R La Mondiale DAT           | Decathlon-AG2R La Mondiale DAT |
| ---------------------------------------- | ---------------------------------------- | ------------------------------ |
| Nr.                                      | Rytter                                   | Placering                      |
| 131                                      | Stefan Bissegger (SUI)                   | 19.                            |
| 132                                      | Dries De Bondt (BEL)                     | DNF                            |
| 133                                      | Sander De Pestel (BEL)                   | DNF                            |
| 134                                      | Pierre Gautherat (FRA)                   | DNF                            |
| 135                                      | Rasmus Søjberg Pedersen (DEN) (landevej) | 64.                            |
| 136                                      | Oscar Chamberlain (AUS)                  | 57.                            |
| 137                                      | Aurélien Paret-Peintre (FRA)             | 16.                            |
| Sportsdirektør: Julien Jurdie, Luke Rowe |                                          |                                |

| XDS Astana Team XAT                             | XDS Astana Team XAT     | XDS Astana Team XAT |
| ----------------------------------------------- | ----------------------- | ------------------- |
| Nr.                                             | Rytter                  | Placering           |
| 141                                             | Davide Ballerini (ITA)  | 10.                 |
| 142                                             | Cees Bol (NED)          | 31.                 |
| 143                                             | Jevgenij Fedorov (KAZ)  | 27.                 |
| 144                                             | Michele Gazzoli (ITA)   | 72.                 |
| 145                                             | Alessandro Romele (ITA) | DNF                 |
| 146                                             | Mike Teunissen (NED)    | 12.                 |
| 147                                             | Davide Toneatti (ITA)   | 68.                 |
| Sportsdirektør: Laurenzo Lapage, Stefano Zanini |                         |                     |

| Ineos Grenadiers IGD                            | Ineos Grenadiers IGD   | Ineos Grenadiers IGD |
| ----------------------------------------------- | ---------------------- | -------------------- |
| Nr.                                             | Rytter                 | Placering            |
| 151                                             | Filippo Ganna (ITA)    | 8.                   |
| 152                                             | Bob Jungels (LUX)      | 109.                 |
| 153                                             | Ben Turner (GBR)       | 59.                  |
| 154                                             | Magnus Sheffield (USA) | 20.                  |
| 155                                             | Connor Swift (GBR)     | 101.                 |
| 156                                             | Samuel Watson (GBR)    | 81.                  |
| 157                                             | Ben Swift (GBR)        | 108.                 |
| Sportsdirektør: Kurt-Asle Arvesen, Ian Stannard |                        |                      |

| Movistar Team MOV                | Movistar Team MOV         | Movistar Team MOV |
| -------------------------------- | ------------------------- | ----------------- |
| Nr.                              | Rytter                    | Placering         |
| 161                              | Iván García Cortina (ESP) | 9.                |
| 162                              | Carlos Canal (ESP)        | 51.               |
| 163                              | Orluis Aular (VEN)        | 36.               |
| 164                              | Manlio Moro (ITA)         | 110.              |
| 165                              | Mathias Norsgaard (DEN)   | 85.               |
| 166                              | Gonzalo Serrano (ESP)     | 106.              |
| 167                              | Albert Torres (ESP)       | DNF               |
| Sportsdirektør: Jürgen Roelandts |                           |                   |

| Team Picnic-PostNL TPP       | Team Picnic-PostNL TPP    | Team Picnic-PostNL TPP |
| ---------------------------- | ------------------------- | ---------------------- |
| Nr.                          | Rytter                    | Placering              |
| 171                          | John Degenkolb (GER)      | DNF                    |
| 172                          | Patrick Eddy (AUS)        | 91.                    |
| 173                          | Alexander Edmondson (AUS) | DNF                    |
| 174                          | Sean Flynn (GBR)          | 74.                    |
| 175                          | Enzo Leijnse (NED)        | DNF                    |
| 176                          | Tim Naberman (NED)        | DNF                    |
| 177                          | Timo Roosen (NED)         | DNF                    |
| Sportsdirektør: Pim Ligthart |                           |                        |

| Q36.5 Pro Cycling Team Q36                | Q36.5 Pro Cycling Team Q36     | Q36.5 Pro Cycling Team Q36 |
| ----------------------------------------- | ------------------------------ | -------------------------- |
| Nr.                                       | Rytter                         | Placering                  |
| 181                                       | Giacomo Nizzolo (ITA)          | 56.                        |
| 182                                       | David González López (ESP)     | 98.                        |
| 183                                       | Emīls Liepiņš (LAT) (landevej) | DNF                        |
| 184                                       | Fabio Christen (SUI)           | 65.                        |
| 185                                       | Jannik Steimle (GER)           | 96.                        |
| 186                                       | Rory Townsend (IRL)            | 82.                        |
| 187                                       | Nicolò Parisini (ITA)          | DNF                        |
| Sportsdirektør: Kurt Bogaerts, Jens Zemke |                                |                            |

| Lotto LOT                                   | Lotto LOT                 | Lotto LOT |
| ------------------------------------------- | ------------------------- | --------- |
| Nr.                                         | Rytter                    | Placering |
| 191                                         | Lennert Van Eetvelt (BEL) | DNF       |
| 192                                         | Joshua Giddings (GBR)     | DNF       |
| 193                                         | Brent Van Moer (BEL)      | 39.       |
| 194                                         | Jenno Berckmoes (BEL)     | DNF       |
| 195                                         | Sébastien Grignard (BEL)  | 70.       |
| 196                                         | Arjen Livyns (BEL)        | 34.       |
| 197                                         | Alec Segaert (BEL)        | 32.       |
| Sportsdirektør: Tony Gallopin, Nikolas Maes |                           |           |

| Israel-Premier Tech IPT                               | Israel-Premier Tech IPT | Israel-Premier Tech IPT |
| ----------------------------------------------------- | ----------------------- | ----------------------- |
| Nr.                                                   | Rytter                  | Placering               |
| 201                                                   | Joseph Blackmore (GBR)  | 40.                     |
| 202                                                   | Riley Pickrell (CAN)    | DNF                     |
| 203                                                   | Corbin Strong (NZL)     | 50.                     |
| 204                                                   | Guillaume Boivin (CAN)  | DNF                     |
| 205                                                   | Riley Sheehan (USA)     | 112.                    |
| 206                                                   | Jake Stewart (GBR)      | 107.                    |
| 207                                                   | Tom Van Asbroeck (BEL)  | DNF                     |
| Sportsdirektør: Steve Bauer, Jonathan Patrick McCarty |                         |                         |

| Tudor Pro Cycling Team TUD                       | Tudor Pro Cycling Team TUD | Tudor Pro Cycling Team TUD |
| ------------------------------------------------ | -------------------------- | -------------------------- |
| Nr.                                              | Rytter                     | Placering                  |
| 211                                              | Matteo Trentin (ITA)       | 22.                        |
| 212                                              | Rick Pluimers (NED)        | 24.                        |
| 213                                              | Marco Haller (AUT)         | 45.                        |
| 214                                              | Alexander Krieger (GER)    | DNF                        |
| 215                                              | Fabian Lienhard (SUI)      | 73.                        |
| 216                                              | Marius Mayrhofer (GER)     | DNF                        |
| 217                                              | Arthur Kluckers (LUX)      | 100.                       |
| Sportsdirektør: Morgan Lamoisson, Marcel Sieberg |                            |                            |

| Team Flanders-Baloise TFB                                       | Team Flanders-Baloise TFB | Team Flanders-Baloise TFB |
| --------------------------------------------------------------- | ------------------------- | ------------------------- |
| Nr.                                                             | Rytter                    | Placering                 |
| 221                                                             | Vincent Van Hemelen (BEL) | 69.                       |
| 222                                                             | Alex Colman (BEL)         | 95.                       |
| 223                                                             | Brem Deman (BEL)          | 97.                       |
| 224                                                             | Jules Hesters (BEL)       | DNF                       |
| 225                                                             | Victor Vercouillie (BEL)  | DNF                       |
| 226                                                             | Dylan Vandenstorme (BEL)  | DNF                       |
| 227                                                             | Ward Vanhoof (BEL)        | DNF                       |
| Sportsdirektør: Hans De Clercq, Andy Missotten, Kenny De Ketele |                           |                           |

| Uno-X Mobility UXM                                | Uno-X Mobility UXM                | Uno-X Mobility UXM |
| ------------------------------------------------- | --------------------------------- | ------------------ |
| Nr.                                               | Rytter                            | Placering          |
| 231                                               | Alexander Kristoff (NOR)          | 55.                |
| 232                                               | Markus Hoelgaard (NOR) (landevej) | 14.                |
| 233                                               | William Blume Levy (DEN)          | 87.                |
| 234                                               | Anders Skaarseth (NOR)            | DNF                |
| 235                                               | Rasmus Tiller (NOR)               | 25.                |
| 236                                               | Erik Nordsæter Resell (NOR)       | DNF                |
| 237                                               | Jonas Abrahamsen (NOR)            | 67.                |
| Sportsdirektør: Gino Van Oudenhove, Gabriel Rasch |                                   |                    |

| Wagner Bazin WB WB2                                            | Wagner Bazin WB WB2     | Wagner Bazin WB WB2 |
| -------------------------------------------------------------- | ----------------------- | ------------------- |
| Nr.                                                            | Rytter                  | Placering           |
| 241                                                            | Quentin Bezza (FRA)     | DNF                 |
| 242                                                            | Ceriel Desal (BEL)      | DNF                 |
| 243                                                            | Michiel Lambrecht (BEL) | 93.                 |
| 244                                                            | Jens Reynders (BEL)     | DNF                 |
| 245                                                            | Floris De Tier (BEL)    | 86.                 |
| 246                                                            | Jelle Vermoote (BEL)    | DNF                 |
| 247                                                            | Loïc Vliegen (BEL)      | DNF                 |
| Sportsdirektør: Christophe Detilloux, Jean-Denis Vandenbroucke |                         |                     |